# Playa de Santo António (Vila Real de Santo António)
La Playa de San Antonio es una playa situada en la freguesia y municipio de Villarreal de San Antonio, siendo la más oriental de Algarve y de Portugal. Se sitúa al este de la Playa de Monte Gordo y al oeste de la hoz del río Guadiana, formando así parte de la costa de la bahía de Monte Gordo, junto a la Punta de Arena Tal como la vecina Playa de Monte Gordo, dispone de aguas cálidas y tranquilas. 
La playa es accesible a través de caminos por la Mata Nacional de las Dunas Litorales de Vila Real de Santo António o, en la temporada alta, por un tren turístico gratuito puesto a disposición por la Cámara de Villarreal de San Antonio.
La hoz del Guadiana, a Mata Nacional y las marismas de Castro Marim dan el encuadramiento paisajístico.